# Zapovednik Opoekski
Zapovednik Opoekski (Russisch: Опукский природный заповедник; Oekraïens: Опукський природний заповідник; Krim-Tataars: Opuk tabiat qoruğı; Опук табиат къоругъы) is een strikt natuurreservaat gelegen op de Krim. De oprichting tot zapovednik vond plaats op 12 mei 1998 per decreet (№ 459/1998) van de president van Oekraïne. Zapovednik Opoekski heeft een oppervlakte van 15,293 km², waarvan 0,6 km² in het aanliggende deel van de Zwarte Zee ligt. Het gebied valt sinds 6 mei 2014, evenals andere natuurreservaten op de Krim, onder het gezag van de Russische Federatie in de Republiek van de Krim.

## Kenmerken
Zapovednik Opoekski werd opgericht om de biologische en landschappelijke diversiteit van het gebied te beschermen en behouden. Het kalksteenplateau vaar de berg Opoek op ligt bereikt een hoogte van 185 meter en vormt daarmee een van de hoogste punten op het schiereiland Kertsj. Het reservaat bestaat uit kalksteenhellingen, steppegemeenschappen, een zoutmeer, schoorwallen, een deel van de Zwarte Zee en enkele kleine rotseilanden. Het gebied werd op 29 juli 2004 erkend onder de Conventie van Ramsar als een watergebied van internationaal belang, in het bijzonder voor bedreigde en zeldzame watervogels.

## Flora en fauna
In het reservaat zijn 452 soorten vaatplanten vastgesteld, waaronder zeldzame soorten als Tulipa suaveolens, Tulipa biflora, Paeonia tenuifolia, Centaurea taliewii, slanke harlekijn (Anacamptis picta), gele hoornpapaver (Glaucium flavum) en meerdere vedergrassen, waaronder Stipa capillata, Stipa lessingiana, Stipa pontica en Stipa tirsa. Daarnaast zijn er 30 zoogdieren, 205 vogels, negen reptielen, drie amfibieën en 55 soorten vissen in het gebied vastgesteld. Zoogdieren die men hier kan aantreffen zijn typische steppebewoners als dwerggrondeekhoorn (Spermophilus pygmaeus), steppebunzing (Mustela eversmanni) en grote paardenspringmuis (Allactaga major). Ook leven er zeldzame vleermuizen als de kleine hoefijzerneus (Rhinolophus hipposideros) en grote hoefijzerneus (Rhinolophus ferrumequinum). Tuimelaars (Tursiops truncatus) en bruinvissen (Phocoena phocoena) worden periodiek waargenomen voor de kust. Interessante vogelsoorten in het gebied zijn onder meer de casarca (Tadorna ferruginea), grote trap (Otis tarda), jufferkraanvogel (Anthropoides virgo), roze spreeuw (Pastor roseus) en zwartkopgors (Emberiza melanocephala). Zapovednik Opoekski is een overwinteringsgebied voor duizenden watervogels en velen stoppen er in de trekperioden.